# Феоктистов, Дмитрий Валерьевич
Дми́трий Вале́рьевич Феокти́стов (род. 9 ноября 1967) — российский дипломат. Чрезвычайный и полномочный посол (2024).

## Биография
Окончил Московский государственный институт международных отношений (МГИМО) МИД СССР (1990). Кандидат исторических наук (1993). Владеет английским и японским языками. На дипломатической работе с 1993 года.
- С июля 1993 по июль 1996 года — второй секретарь Департамента информации и печати МИД России.
- С августа 1996 по август 2000 года — второй секретарь, первый секретарь референтуры прессы и информации Постоянного представительства России при ООН в Нью-Йорке (США).
- С сентября 2000 по май 2004 года — первый секретарь, советник Департамента международных организаций МИД России.
- С июня 2004 по июль 2008 года — советник, руководитель группы по вопросам разоружения и нераспространения Постоянного представительства России при ООН.
- С июля 2008 по апрель 2010 года — старший советник и заместитель политического координатора Постоянного представительства России при ООН.
- С мая по сентябрь 2010 года — начальник Отдела по борьбе с терроризмом Департамента по вопросам новых вызовов и угроз МИД России.
- С октября 2010 по июнь 2018 года — заместитель директора Департамента по вопросам новых вызовов и угроз МИД России.
- С 20 июня 2018 года — чрезвычайный и полномочный посол Российской Федерации в Аргентине[1]. Верительные грамоты вручил 21 августа 2018 года[2].

## Дипломатический ранг
- Чрезвычайный и полномочный посланник 2 класса (9 апреля 2013)[3]
- Чрезвычайный и полномочный посланник 1 класса (1 октября 2019)[4].
- Чрезвычайный и полномочный посол (1 апреля 2024)[5].

## Награды
- Орден Дружбы (8 июля 2022) — За большой вклад в реализацию внешнеполитического курса Российской Федерации и многолетнюю добросовестную дипломатическую службу[6].
- Медаль «За заслуги перед Федеральной службой по финансовому мониторингу» (26 октября 2017) — За плодотворное сотрудничество и содействие в решении задач, стоящих перед Росфинмониторингом.
- Серебряная медаль «За содействие» (24 октября 2016) — За оказание содействия и плодотворное сотрудничество в реализации задач, возложенных на Росфинмониторинг.
- Почётная грамота МИД России (22 июля 2016) — За большой вклад в подготовку и проведение саммита Россия-АСЕАН в Сочи 19-20 мая 2016 г.
- Благодарность Президента Российской Федерации (15 апреля 2014) — За заслуги в подготовке и обеспечении российского председательства в "Группе двадцати" в Санкт-Петербурге в 2013 г.
- Почётная грамота Федеральной службы по финансовому мониторингу (8 августа 2013) — За высокий профессионализм, значительный личный вклад в организацию взаимодействия при решении задач, стоящих перед Росфинмониторингом.
- Медаль ордена «За заслуги перед Отечеством» II степени (14 октября 2012) — За большой вклад в реализацию внешнеполитического курса Российской Федерации и многолетнюю добросовестную работу[7]